# Apolipoprotéine C-II
L'apolipoprotéine C2 ou apolipoprotéine C-II est une protéine qui chez l'homme est codée par le gène APOC2. 
La protéine codée par ce gène est sécrétée dans le plasma où elle est un composant de lipoprotéines de très basse densité et de chylomicrons. 
Cette protéine active l'enzyme lipoprotéine lipase dans les capillaires, qui hydrolyse les triglycérides et fournit ainsi des acides gras libres pour les cellules. Les mutations de ce gène provoquent une hyperlipoprotéinémie de type IB, caractérisée par des xanthomes, une pancréatite et une hépatosplénomégalie, mais pas de risque accru d'athérosclérose. Des tests en laboratoire montreront des taux sanguins élevés de triglycérides, de cholestérol et de chylomicrons.